# 袋茶

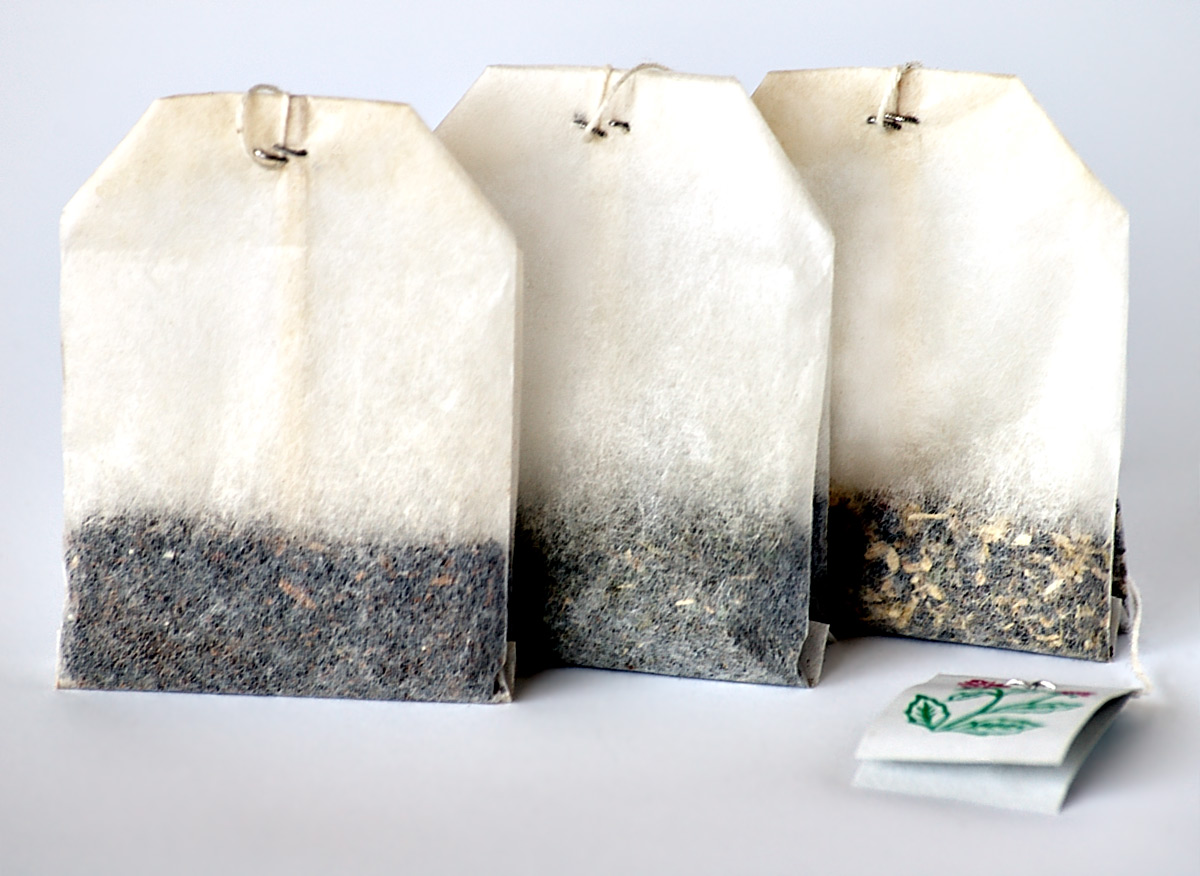
袋茶

袋茶是一种成品茶，也叫茶包或袋泡茶，是指将磨碎的茶叶装入一个濾紙或不織布做的小袋中，并连上一根带有标签的线，冲泡后可以方便的将残袋从茶汤中取出并丢弃。目前茶包最常見的材質有五種：棉質與紙、PET、PLA、不織布、尼龍。袋茶的优点是可以用多种茶叶调配出不同的口味。但新兴的塑料茶包，比传统茶包不环保，塑料茶包会向茶叶中释放数以十亿计的微塑料纳米粒子，导致微塑料侵入人体英国生产的袋茶一般都是用从世界各地采购的茶叶调配而成。袋茶由于符合现代人快捷方便的消费习惯，逐渐在宾馆、宴会、写字楼等场合得到普及。

## 歷史
袋茶是一个叫Thomas Sullivan的美国茶叶进口商在1908年的偶然发明。他用丝袋将茶叶包裹，方便向购买者展示商品。而顾客们则阴差阳错地将茶叶连同袋子一起泡到茶壶中去，并相信Thomas Sullivan本意如此。于是袋茶就这样被发明了出来。
袋茶在商业上批量生产是在1920年代的美国，而袋子的材质则从丝变成了薄纱布，最后变为纸质。1960年代，袋茶逐渐在英国普及。今天，英国的袋茶消费量占茶叶总量的85%。
一包好的袋茶，袋内需有足够的空间，以便沏泡，才能媲美散装的茶叶。然而袋茶却常常因为使用品质低劣的茶叶（又小又脏，并且杂乱混合的茶叶），会在沏泡过程中释放更多的丹宁，泡出的茶较为涩口，因此被认为是劣质产品。

## 形狀
通常袋茶的形状为矩形。近来市场上亦出现并流行圆形和三角形的包装。生产商们声称他们改进了袋茶的品质，但消费者大多将信将疑。
许多人认为用散装的茶叶能泡出更好的茶来，并且相信泡茶是一种美好的享受。而袋茶则很少（或完全不能）具备这些物质和精神上的功能。自己调和茶叶、沏泡散装茶，比直接冲泡袋茶更能发挥创造力。
袋茶的概念也被一些咖啡制造商引进，尽管其市场销售前景不大（和速溶咖啡形成鲜明对比）。
袋茶的外包装材料一般是纸或者铝箔纸，印有商标等信息。现在有部分人有收集袋茶包装的喜好。

## 知名品牌
- 立顿
- 车仔茶包
- 川宁
- 陸羽茶包

## 參閱
- 白毫